# دوو توسکا

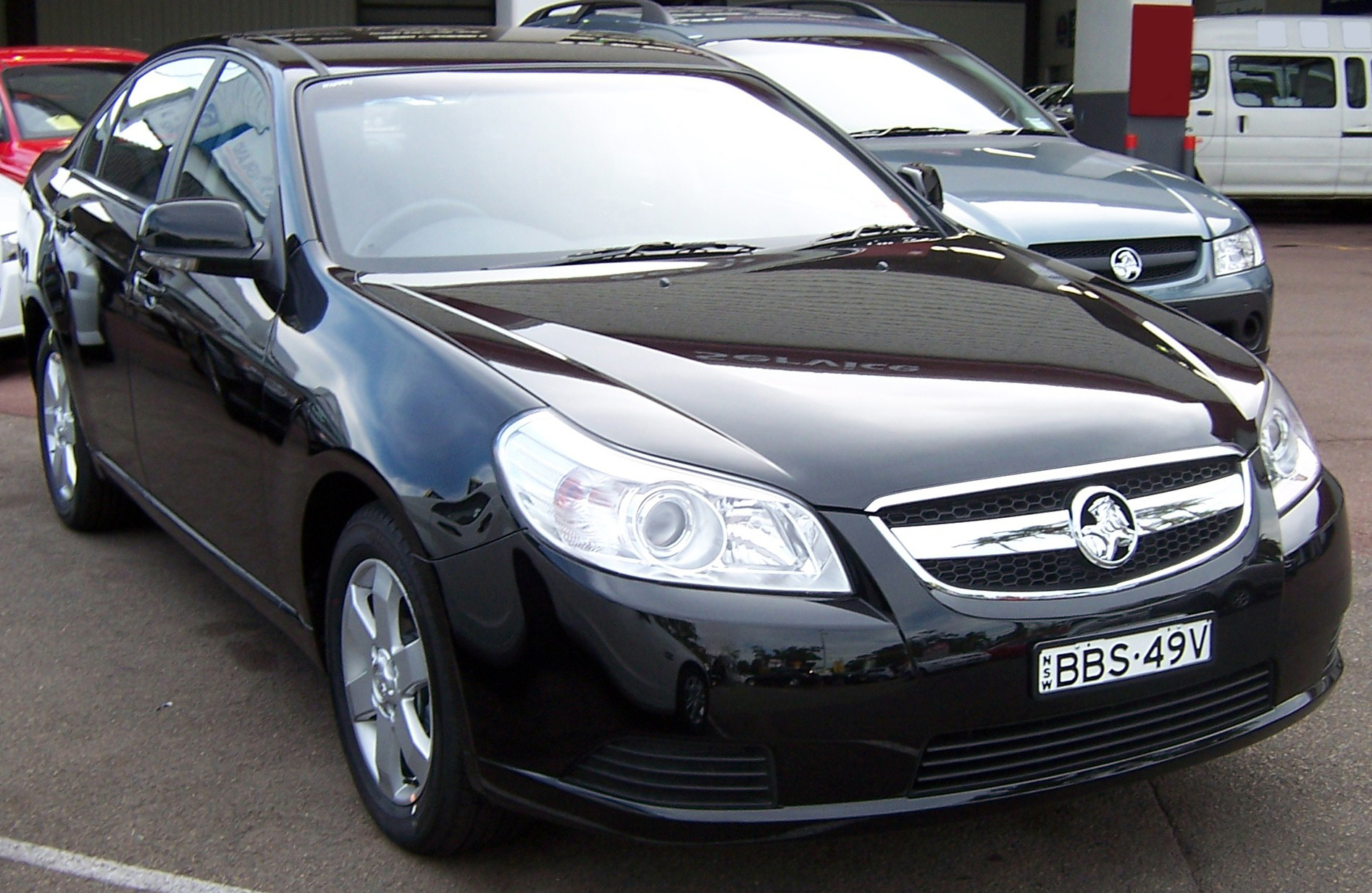

دوو توسکا (Daewoo Tosca) خودرویی است که از سال ۲۰۰۶ تا کنون در کره جنوبی، قزاقستان و ازبکستان تولید شده‌است. طول آن در حالت طبیعی ۴٬۸۰۵ میلیمتر (۱۸۹٫۲ اینچ) و عرض آن در حالت طبیعی ۱٬۸۱۰ میلیمتر (۷۱ اینچ) و ارتفاع آن در حالت طبیعی ۱٬۴۵۰ میلیمتر (۵۷ اینچ) است. سیستم جعبه‌دندهٔ آن ۶ دنده به دو صورت خودکار و دستی است.